# Summer in the City (Lied)
Summer in the City ist ein Song der US-amerikanischen Popband The Lovin’ Spoonful aus dem Jahr 1966, der zum Millionenseller wurde.

## Text und Musik
Der Liedtext ist auf ein Gedicht von Mark Sebastian, dem jüngeren Bruder des Bandchefs John Sebastian  zurückzuführen. John veränderte den Text, um mehr Spannung für einen Liedtext aufzubauen. Der Text beschreibt die Eindrücke eines Stadtmenschen, der die unerträgliche Sommerhitze verabscheut. Es scheint keinen Schatten zu geben, alle Passanten sehen hitzebedingt angeschlagen aus und spazieren auf heißen Bürgersteigen. Nachts ist es dagegen anders, dann sucht sich der Hitzegeplagte ein Mädchen zum Tanzen.
Das Intro besteht aus einer Orgelphrase (von einer Vox Continental) im rechten Stereokanal, gefolgt von einer explosiven Staccato-Salve von Bassgitarre und Schlagzeug im linken Kanal mit starkem Nachhall. Das zweimal vorkommende Interludium stammt vom Bassisten Steve Boone und fügt sich in die Stimmung der Melodie ein. Der prägende Keyboard in der Liedbrücke ist eine Hohner Pianet, gespielt von Steve Boone. Das überfallartige Schlagzeug mit seinen heftigen Beckenschlägen bei jeder Änderung der Progression bestimmt das hohe Tempo von 112 bpm. Im Mittelteil sind Soundeffekte in Form von Autohupen (zuerst ein VW Käfer), Verkehrslärm und einem Presslufthammer beigemischt, letzterer wird übergangslos abgelöst vom Keyboard. Der Rhythmus zwingt zu schnellgesungenen, atmungsintensiven Textpassagen.

## Aufnahmen und Erfolg
Die Aufnahmen zu Summer in the City entstanden am 9. Juni 1966 in den Columbia-Studios (Studio A)  in New York City in der Besetzung John Sebastian (Gesang, Gitarre, Mundharmonika), Zalman Yanovsky (Gitarre), Steve Boone (Bassgitarre, Orgel Fender Rhodes/Vox Continental und E-Piano Hohner Pianet) und Joe Butler (Schlagzeug). Musikproduzent Erik Jacobsen heuerte für die Soundeffekte eigens einen Radiotechniker an, Toningenieur Roy Halee ließ ein Mikrofon im Treppenhaus platzieren, um einen besonderen Nachhalleffekt zu erzielen.
Die Single Summer in the City / Butchie's Tune (Kama Sutra Records 211) kam am 4. Juli 1966 auf den Markt und besaß ein perfektes Timing zur extremen Sommerhitze jener Tage. Der Sommerhit galt als typischer Song für Transistorradios. In der US-Hitparade erreichte er am 13. August 1966 den ersten Rang und blieb für 3 Wochen auf dieser Position. Ebenfalls den Status als Nummer-eins-Hit erreichte er in Kanada (2 Wochen) und den Niederlanden. Weltweit verkaufte der Titel 1,8 Millionen Exemplare. Er rangiert auf Platz 401 der 500 besten Songs aller Zeiten des Magazins Rolling Stone. Die LP Hums of the Lovin’ Spoonful (1966) übernahm den Hit.

## Version von Joe Cocker
Joe Cockers Version betont durch die Instrumentierung den Gegensatz zwischen Tageshitze und Nachtkühle: bei letzterer herrscht ein leichter, tänzerischer Rhythmus vor, ohne dass das Tempo wechselt. Das Stück erschien erstmals als Single am 30. Mai 1994 und war Teil von Cockers Studioalbum Have a Little Faith, das am 2. September 1994 erschien. Seine Interpretation erreichte in Deutschland Rang 23 der Singlecharts und platzierte sich 19 Wochen in den Top 100. Er erreichte hiermit zum 15. Mal die deutschen Singlecharts. In den deutschen Airplaycharts erreichte das Lied für sechs Wochen die Chartspitze.
In Österreich erreichte Cockers Version Rang zehn und platzierte sich eine Woche in den Top 10 und zwölf Wochen in den Charts. Es ist sein vierter Charthit in Österreich sowie nach With a Little Help from My Friends und When the Night Comes sein dritter und letzter Top-10-Erfolg. In der Schweizer Hitparade erreichte Summer in the City von Cocker Rang fünf und platzierte sich fünf Wochen in den Top 10 und elf Wochen in den Charts. Hier ist es sein zehnter Charthit sowie der vierte und ebenfalls letzte Top-10-Hit.

## Weitere Coverversionen
Es gibt zahlreiche Coverversionen des Titels – darunter von The Marmalade (1968), B. B. King (1972), Quincy Jones (1973), The Drifters (1976), Red Face (1980), David Essex (1993), Isaac Hayes (1995), The Stranglers (1997), Joe Jackson (2000), Styx (2005) oder Manfred Mann’s Earth Band (2005).

## Verwendung als Soundtrack
1970 drehte Wim Wenders seinen Abschlussfilm an der Hochschule für Fernsehen und Film mit dem Titel Summer in the City. Der Song erklingt am Ende des Films, der im winterlichen Berlin spielt. Wegen der unautorisierten Übernahme von Musiktiteln kann der Film nicht verliehen werden, er wird nur auf Festivals gezeigt.
Der Song kam auch in der Eröffnungsszene des Actionfilms Stirb langsam: Jetzt erst recht (1995) und im Spielfilm Verliebte Jungs (2001) sowie in einer Folge der Simpsons (Papa’s Got a Brand New Badge; 2002) vor.